# Helen Levitt
Helen Levitt (Bensonhurst, Brooklyn), 1913 és una fotògrafa estatunidenca del barri novaiorquès de Brooklyn.
Seguint la seva veritable vocació, va abandonar l'escola abans de graduar-se i es va traslladar al barri del Bronx, on va treballar per a un fotògraf comercial amb el qual durant quatre anys va aprendre els coneixements tècnics de la fotografia. Aviat va començar a treballar pel seu compte. Eren temps difícils, l'Amèrica dels anys trenta vivia una profunda crisi econòmica i social, situació que va portar els fotògrafs d'aquella època a denunciar els problemes socials amb treballs documentals d'una gran càrrega crítica i social. Levitt es va unir a aquesta tendència fins que va conèixer l'obra de Cartier Bresson, moment en què es va adonar que la fotografia podia ser més que documental.
Inspirada pel treball de Cartier Bresson i Walker Evans, Levitt va fer els primers treballs de la seva dilatada carrera artística amb una càmera de 35 mm, i retratava allò que coneixia millor: l'ambient, la vida al carrer i la gent dels barris més pobres de Nova York que tant la fascinaven i que es van convertir en l'objecte principal de les seves fotografies. Aquestes estampes urbanes plenes de lirisme són les que han convertit Levitt en una artista única, fora dels convencionalismes de la seva època. Hi retrata sobretot nens pertanyents a les classes més baixes de la societat, però no hi ha tristesa, ni crítica social, sinó innocència; ens mostra nens feliços que juguen, ens ensenya la cara amable d'aquests barris.
Entre els anys 1938 i 1939 va estudiar amb Walker Evans, que es va convertir en el seu mentor i amic. A l'estudi d'Evans va conèixer l'escriptor James Agee, el qual alguns anys més tard va escriure la introducció del seu primer llibre, A Way of Seeing, del 1946, encara que no es va publicar fins al 1965, i que aplega una col·lecció dels treballs en blanc i negre que Levitt va fer a la dècada dels quaranta.
El 1941 va viatjar a Mèxic, on també va plasmar imatges de nens jugant als carrers. Fruit d'aquest viatge va ser el llibre Helen Levitt: Mexico City, publicat el 1997. En aquesta dècada Levitt va començar a participar en alguns projectes cinematogràfics: va ajudar el director Luis Buñuel en l'edició de documentals i, posteriorment, va fer, amb el seu amic l'escriptor James Agee, les pel·lícules The Quiet One (1949) i In the Street (1952), que van ser premiades als festivals de Venècia i Edimburg. El llegendari director de cinema independent Jonas Mekas va escriure que aquestes pel·lícules es podrien considerar precursores del cinema independent actual, ja que van marcar el començament d'un nou estil basat en l'espontaneïtat de l'acció i en la utilització de la càmera. A partir dels anys cinquanta Levitt es va concentrar totalment en el cinema i va deixar una mica de banda la fotografia.
Al començament dels anys setanta va fotografiar de nou la vida als barris treballadors de Nova York, però aquesta vegada en color. Aquestes fotografies, juntament amb les que havia fet al Harlem dels anys trenta i quaranta i els seus últims treballs en blanc i negre dels vuitanta i els noranta, van conformar el llibre Crosstown, publicat el 2001. Aquest llibre ens mostra els canvis experimentats en la cultura de carrer de la ciutat de Nova York, i també l'evolució de la mirada fotogràfica de l'artista.
Helen Levitt, que viu i continua treballant a Nova York, és una de les figures més destacades del moviment conegut com a Street Photography, que es va estendre als Estats Units a la dècada dels anys trenta, i ha creat algunes de les fotografies més inoblidables dels carrers de Nova York dels anys trenta i quaranta. El seu últim llibre, Here and Now, publicat el 2003, ens mostra una col·lecció de més de noranta fotografies inèdites.